# Juan-Jacobo Bajarlía
Juan-Jacobo Bajarlía (Buenos Aires, 5 de octubre de 1914 - Buenos Aires, 22 de julio de 2005) fue un abogado criminólogo, poeta, cuentista, ensayista, novelista, dramaturgo y traductor argentino.

## Trayectoria
Fue el mayor de cinco hermanos. Su familia tenía una importante posición económica, pero cuando el joven Juan-Jacobo tenía 12 años tuvieron penurias económicas, motivo por el cual Bajarlía vendió medias en forma callejera para contribuir a generar ingresos.
A los 9 años comenzó a escribir poesía y a los 14 su primera novela, llamada La cruz de la espada, cuyo original fue entregado a un falso editor y nunca más se supo de él.
A los 17 años ingresó en la Facultad de Derecho y Ciencias Sociales de Buenos Aires, completando luego sus estudios en la ciudad de La Plata, donde se recibió de abogado. Luego se doctoraría en criminología.
Fue uno de los primeros en introducir el vanguardismo en Argentina. En 1944 formó parte, junto con otros importantes artistas como Gyula Kosice, Edgar Bailey y Carmelo Arden Quin, del Movimiento de Arte Concreto-Invención. En el ambiente literario también trabó amistad con Alejandra Pizarnik, Jacobo Fijman y Antonio Di Benedetto.
Se desempeñó en distintos medios gráficos, como la revista Contemporánea (que dirigió entre 1948 y 1956), la revista Referente/el Ojo que mira (la dirigió en 1983) y colaboraciones en los diarios Clarín (desde 1980 y por más de diez años), La Nación, La Gaceta de Tucumán, La Prensa, entre otros. En Clarín participaba los jueves en el suplemento Cultura y Nación con el seudónimo de Eduardo J. Lynch. 
Tradujo del francés, italiano e inglés a autores como Pietro Aretino, el Marqués de Sade, Wassily Kandinsky, Eugene Ionesco y Jean Tardieu, entre otros.
Además fue uno de los primeros investigadores en parapsicología en Argentina, y participó de las primeras experiencias en parapsicología científica, además de exponer en congresos y conferencias del tema.
Fue vicepresidente de la Sociedad Argentina de Escritores y formó parte de la Asociación de Artistas Premiados Argentinos "Alfonsina Storni" (APA). También perteneció a la Asociación de Escritores Argentinos (ADEA) y a la Sociedad General de Autores de la Argentina (ARGENTORES).
Se realizaron dos documentales sobre su vida y obra, Bajarlía, desandando el tiempo (2003) y Bajarlía (2005).
Vivió varias décadas en un departamento del barrio de Caballito. Falleció a los 91 años en el 2005.

## Obra
- 1950 - Estereopoemas (poesía)
- 1950 - Notas sobre el barroco (ensayo)
- 1953 - La Gorgona (poesía)
- 1955 - el existencialismo (teatro)
- 1955 - Los robots (teatro)
- 1956 - Literatura de vanguardia (ensayo)
- 1956 - Pierrot (teatro)
- 1956 - Las troyanas (adaptación del texto de Eurípides)
- 1957 - El vanguardismo poético en América y España (ensayo)
- 1959 - Sadismo y masoquismo en la conducta criminal (ensayo)
- 1962 - Monteagudo (teatro)
- 1962 - Telésfora (teatro)
- 1962 - La confesión de Finnegan (teatro)
- 1964 - Cuentos de crimen y misterio (relatos)
- 1964 - La polémica Reverdy-Huidobro/El origen del ultraísmo (ensayo)
- 1966 - Crónicas con espías (cuentos)
- 1967 - Existencialismo y abstracción de César Vallejo (ensayo)
- 1968 - Canto a la destrucción (ensayo y antología poética)
- 1969 - La billetera del Diablo (teatro)
- 1969 - Historias de Monstruos (cuentos)
- 1970 - Fórmula al antimundo (cuentos)
- 1972 - Nuevos límites del infierno (poesía)
- 1972 - El día cero (cuentos)
- 1972 - Los números de la muerte (novela policial, aparecida con el pseudónimo John J. Batharly)
- 1976 - Undurraga Poeta Convivencial (ensayo y antología poética)
- 1977 - El endemoniado Sr. Rosetti (novela policial, aparecida con el pseudónimo John J. Batharly)
- 1983 - Sables, historias y crímenes (ensayo)
- 1990 - El poeta y el exilio (poesía)
- 1992 - Fijman, poeta entre dos vidas (ensayo)
- 1992 - Drácula, el vampirismo y Bram Stoker (ensayo)
- 1996 - Historias secretas de putas, musas y otras damas (ensayo)
- 1996 - Poema de la creación (poesía)
- 1996 - Lovecraft, el horror sobrenatural (ensayo)
- 1997 - Breve diccionario del erotismo y cancionero satírico (ensayo y poesía)
- 1998 - Alejandra Pizarnik/Anatomía de un recuerdo (ensayo)
- 2001 - Kosice / Un visionario del arte contemporáneo (ensayo)
- 2007 - El placer de matar (ensayo, publicado de forma póstuma)
- 2010 - Morir por la Patria (ensayo, publicado de forma póstuma)
- 2012 - El libro de los plagios (ensayo)

Sus cuentos fueron integrados en numerosas antologías. Algunas de sus obras han sido traducidas al alemán y francés, entre otros idiomas.
En forma inédita se encuentran los siguientes textos:
- Antonio Di Benedetto: Diario de una agonía (ensayo)
- Nuestra Señora de los Basurales (novela)
- La magia de Pluspi y la destrucción de los vampiros (cuentos para niños)
- La gangrena del Diablo y la rebelión del Golem (cuentos)
- Te espero al amanecer (poesía)
- Poemas del abismo (poesía)
- Nadie te ha visto, Satanás (poesía)
- La generación argentina de 1922 (ensayo)
- La novela que escribió Borges, la literatura cyberpunk y otros ensayos (ensayo)
- Kakuy. Tragedia en tres actos y dos cuadros (teatro)
- Diario de Santiago de Chile (diario de viaje)

## Premios y distinciones
- 1962 - Faja de Honor de la Sociedad Argentina de Escritores (por Monteagudo).
- 1962 - Premio Municipal de Teatro.
- 1962 - Premio del Fondo Nacional de las Artes.
- 1962 - Selección Municipal para las Jornadas de Teatro Leído (por Monteagudo).
- 1963 - Premio del Instituto del Nuevo Mundo de la Facultad de Filosofía y Humanidades de Córdoba.
- 1964 - Premio Mystery Magazine Ellery Queen's.
- 1969 - 2.º Premio Municipal de Narrativa.
- 1971 - Premio Leopoldo Alas ("Clarín").
- 1984 - Premio Konex de Platino.
- 1996 - Premio Boris Vian.